# Le Capital monopoliste, un essai sur la société industrielle américaine
 (janvier 2019).
Si vous disposez d'ouvrages ou d'articles de référence ou si vous connaissez des sites web de qualité traitant du thème abordé ici, merci de compléter l'article en donnant les références utiles à sa vérifiabilité et en les liant à la section « Notes et références ».
Le Capital monopoliste, un essai sur la société industrielle américaine est un ouvrage de Paul Sweezy et Paul A. Baran publié en 1966 par les presses de la Monthly Review. Sa contribution principale à l'économie marxiste est d'abandonner l'hypothèse d'une économie concurrentielle, pour examiner une économie de monopoles, où le processus d'accumulation du capital est dominé par les grandes entreprises. L'ouvrage a joué un rôle déterminant dans le développement intellectuel de la nouvelle gauche dans les années 1960 et 1970. Comme exprimé dans une recension faite par l'American Economic Review, il constitue « la première tentative sérieuse pour étendre le modèle de Marx basé sur une économie concurrentielle aux conditions nouvelles du capitalisme monopoliste ». À la suite de la crise économique de 2008, il a bénéficié d'un regain d'attention.  

## Thèse centrale
Dans une économie dominée par des monopoles et des oligopoles, les grandes entreprises peuvent fixer des prix élevés, la concurrence se déroulant alors dans la compression des coûts, la publicité et la commercialisation des produits. Le surplus économique généré excède alors les débouchés existants pour l'investissement et la consommation des capitalistes. L'accumulation privée exige dès lors d'être soutenue par des dépenses publiques, orientées principalement vers les tendances impérialistes et militaristes, qui représentent la manière la plus simple et la plus sûre d'utiliser les capacités de production en excès. Parmi les autres moyens d'absorber le surplus, on peut citer le développement du marketing, la croissance de la sphère financière, de l'assurance, ou le développement de l'immobilier.

## Le surplus économique
L'une des contributions centrales du Capital monopoliste est son application du concept de surplus économiques, défini comme la différence entre « ce qu'une société produit et le coût de cette production. La taille du surplus est un indice de productivité et de richesse, du degré de liberté dont une société dispose pour accomplir les objectifs qu'elle se fixe. La composition du surplus montre comment elle fait usage de cette liberté, combien elle investit dans l'expansion de ses capacités de production, combien elle consomme sous différentes formes, combien elle gâche et de quelle manière ». Bien que certains universitaires aient vu l'introduction de ce concept comme une rupture avec l'approche marxiste de la valeur, des publications ultérieures de Baran et Sweezy, ainsi que d'autres auteurs, ont continué à souligner l'importance de cette innovation théorique, sa cohérence avec la théorie de la valeur de Marx, et ses relations avec la catégorie marxiste de plus-value,,,,. Baran et Sweezy avancent que dans les conditions oligopolistiques des économies modernes, dominées par les grandes entreprises, le surplus tend à augmenter. L'étendue de cette augmentation est perceptible dans la sous-utilisation de l'appareil productif, le chômage, le gâchis matérialisé par l'effort de vente et les dépenses militaires. Cela s'explique par les conditions de monopole/d'oligopole, causes à la fois d'opportunités insuffisantes pour le réinvestissement profitable du surplus (ce qui se manifeste par les surcapacités et le chômage) et les formes de concurrence ne passant plus par les prix, impliquant une forte quantité de travail improductif (l'effort de vente et de différenciation des produits). Le résultat global est une tendance à la stagnation économique et une augmentation des dépenses improductives.

## Problèmes d'absorption du surplus et gaspillage
Baran et Sweezy mettent en lumière cinq problèmes posés par l'absorption du surplus. Premièrement, la consommation de luxe des capitalistes ne peut pas augmenter aussi vite que le surplus disponible et les conditions de monopole limitent les débouchés productifs pour les investissements. Deuxièmement, les dépenses de marketing et de publicité représentent une part importante de l'emploi du surplus, les grandes entreprises s'engageant dans une concurrence ne reposant pas sur les prix, afin d'élargir la demande pour leurs produits. Néanmoins, de telles dépenses ne fournissent aucun accroissement du bien-être social, et s'apparentent donc à du gaspillage. Troisièmement, l'opposition des capitalistes aux dépenses sociales vues comme une menace contre leur pouvoir et leurs intérêts de classe limite la capacité de ces dépenses à alimenter la demande effective. Quatrièmement, les dépenses militaires ne mettant pas en cause les intérêts capitalistes, et l'impérialisme étant même au service de ces intérêts, une part importante du surplus est absorbée par l'armée. Cinquièmement, l'expansion de la sphère financière peut servir à absorber une portion du surplus et à faire croître l'économie, mais uniquement au prix d'une augmentation de l'endettement et, à long terme, de l'instabilité financière.

## L'irrationalité du capitalisme monopoliste
Dans les chapitres conclusifs de leur ouvrage, Baran et Sweezy soulignent la disparité croissante entre la production potentielle de la société américaine, et le gâchis et mésusage de ce potentiel. Ils dénoncent les inégalités raciales et les coûts sociaux et culturels du système économique et politique, où les besoins réels de base du développement humain comme le logement ou l'éducation ne sont pas satisfait, tandis que d'importants efforts sont déployés pour entretenir le militarisme et le consumérisme essentiels au maintien des profits. Les auteurs situent la principale faiblesse du système dans le domaine impérial, les pays périphériques se révoltant contre la domination du capital monopoliste sur leurs économies, une révolte qui se trouve réfléchie de manière croissante dans la résistance des minorités raciales, qui constituent une part essentielle du prolétariat à l'intérieur même des États-Unis.  

## Le Capital monopolisteet la crise de 2008
Avec la crise financière de 2007-2009 et la crise économique qui s'est ensuivie, certains économistes ont avancé que l'analyse de Baran et Sweezy dans Le Capital monopoliste est essentielle à la compréhension théorique et historique des événements. Cela les a poussés à étendre le champ de la théorie pour s'intéresser au « capital financier monopoliste », à « l'internationalisation du capital monopoliste », à la mondialisation de l'armée de réserve de travailleurs, et à la monopolisation croissante des moyens de communication, et particulièrement d'Internet,,.